# Noise Records
Noise Records je njemačka izdavačka tvrtka, koju je osnovao njemački glazbeni industrijalist Karl-Ulrich Walterbach 1984. godine. kao proširenje koncepta njegove tvrtke Aggressive Rock Produktionen. Noise Records je specijalizirana za heavy metal. Također je dio Sanctuary Recordsa.

## Vanjske poveznice
- Noise Records, službene stranice